# مخطط سلسلة الأحداث

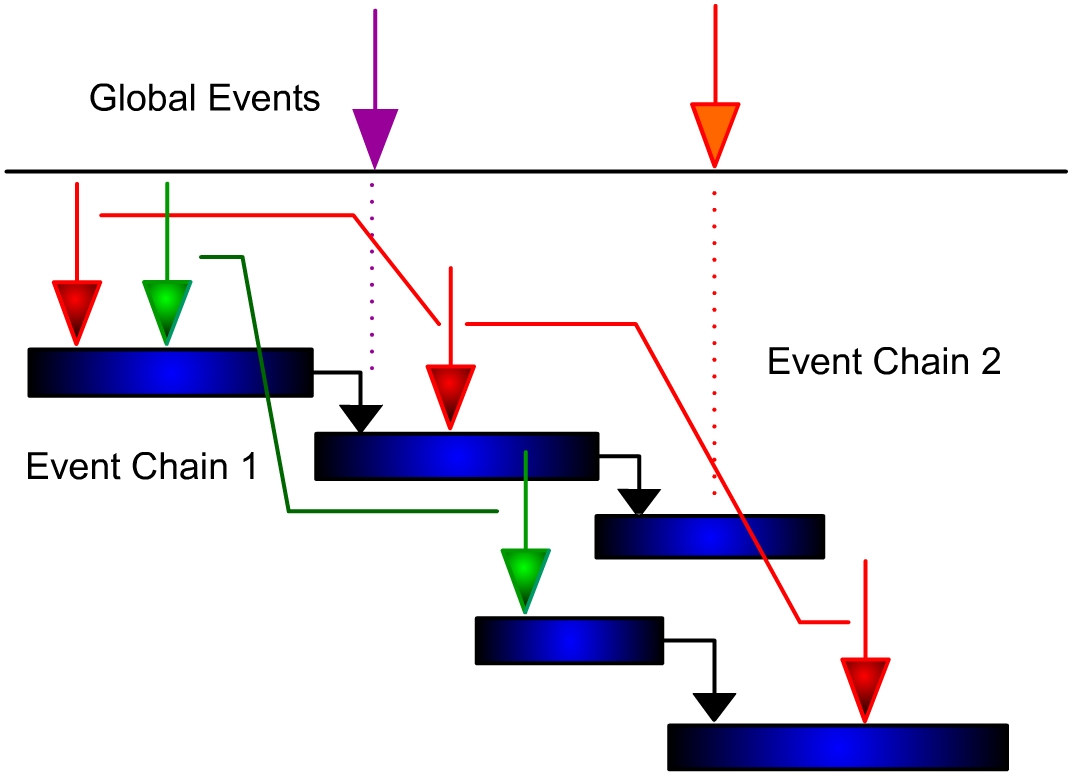
مخطط سلسلة الأحداث

مخططات سلسلة الأحداث هي تصورات تظهر العلاقات بين الأحداث والمهام وكيفية تأثير الأحداث على بعضها البعض.
يتم تعريف مخططات سلسلة الأحداث على أنها جزء من منهجية سلسلة الأحداث. منهجية سلسلة الأحداث هي نمذجة غامضة وتقنية تحليل شبكة الجدول التي تركز على تحديد وإدارة الأحداث وسلاسل الأحداث المؤثرة على جداول المشروع. تعد منهجية سلسلة الأحداث التقدم التالي بعد طريقة المسار الحرج وإدارة مشروع السلسلة الحرجة.

## القواعد
يتم تعريف مخططات سلسلة الأحداث في مخطط جانت (Gantt chart) وفقًا للمواصفات.
هذه المواصفات هي مجموعة من القواعد، يمكن لأي شخص استيعابها باستخدام هذا المخطط:
1. تظهر جميع الأحداث على هيئة أسهم. تظهر الأسماء و/أو بطاقات التعريف للأحداث بجوار السهم.
2. يتم الإشارة إلى الأحداث ذات الآثار السيئة (المخاطر) بأسهم متجهة للأسفل؛ بينما يُشار إلى الأحداث ذات الآثار الإيجابية (الفرص) بأسهم متجهة للأعلى.
3. تتصل الأحداث الفردية بخطوط ترمز إلى سلسلة الأحداث.
4. يمثل حدث المرسل مع العديد من خطوط الاتصال للمستلمين الإرسال المتعدد.
5. تظهر الأحداث المؤثرة على جميع الأنشطة (الأحداث العالمية) خارج مخطط جانت. تظهر التهديدات في قمة المخطط. تظهر الفرص في أدنى المخطط.

غالبًا ما تصبح مخططات سلسلة الأحداث في غاية التعقيد. في هذه الحالات، لا يلزم إظهار
تفاصيل المخطط.

## القواعد الاختيارية
1. تتوافق المواقع الأفقية لأسهم الحدث في شريط جانت مع متوسط وقت الحدث.
2. يمكن أن تظهر احتمالات الحدث بجوار سهم الحدث.
3. يمثل حجم السهم الاحتمالات ذات الصلة بالحدث. إذا كان السهم صغيرًا، فستكون احتمالات الحدث صغيرة نتيجة لذلك.
4. قد يلزم الإشارة إلى المخططات المتعددة لتعريف سلاسل الحدث المختلفة لنفس الجدول.
5. يمكن استخدام ألوان مختلفة للإشارة إلى أحداث مختلفة (أسهم) وخطوط الاتصال المتعلقة بالسلاسل المختلفة.

الغرض الرئيسي لمخططات سلسلة الأحداث لا يظهر في جميع الأحداث الفردية الممكنة.
بالأحرى، يمكن استخدام مخططات سلسلة الأحداث لاستيعاب العلاقة بين الأحداث.
بناءً عليه، من المرجح ألا تُستخدم مخططات سلسلة الأحداث إلا للأحداث الأبرز
أثناء تحديد الحدث ومرحلة التحليل. يمكن استخدام مخططات سلسلة الأحداث كجزء من عملية تحديد الخطر، خاصة أثناء اجتماعات تبادل الأفكار. قد يضع أعضاء فريق المشروع الأسهم فيما بينهم مصحوبة بالأنشطة في مخطط جانت. يمكن استخدام مخططات سلسلة الأحداث معًا بجانب أدوات التخطيط الأخرى.
أسهل طريقة لتمثيل هذه السلاسل هو تصويرها على هيئة أسهم مرتبطة بمهام معينة أو فترات زمنية في مخطط جانت. يمكن عرض الأحداث المختلفة وسلاسل الأحداث باستخدام ألوان مختلفة. قد تكون الأحداث عالمية (لجميع المهام في المشروع) ومحلية (لمهام خاصة). باستخدام مخطط سلسلة الأحداث لتصوير سلاسل الحدث، قد تكون نمذجة وتحليل المخاطر والشكوك مبسطة للغاية.

## وصلات خارجية
- Event Chain Methodology whitepaper